# Mulhausen
Mulhausen – miejscowość i gmina we Francji, w regionie Grand Est, w departamencie Dolny Ren.
Według danych na rok 1990 gminę zamieszkiwały 372 osoby, 93 os./km².